# بيير فريديريك دوريان
بيير فريديريك دوريان (بالفرنسية: Pierre-Frédéric Dorian)‏ هو سياسي فرنسي، ولد في 24 يناير 1814 في مونتبليار في فرنسا، وتوفي في 14 أبريل 1873 في باريس في فرنسا. انتخب نائب فرنسي.